# セバスチャン・クナイプ

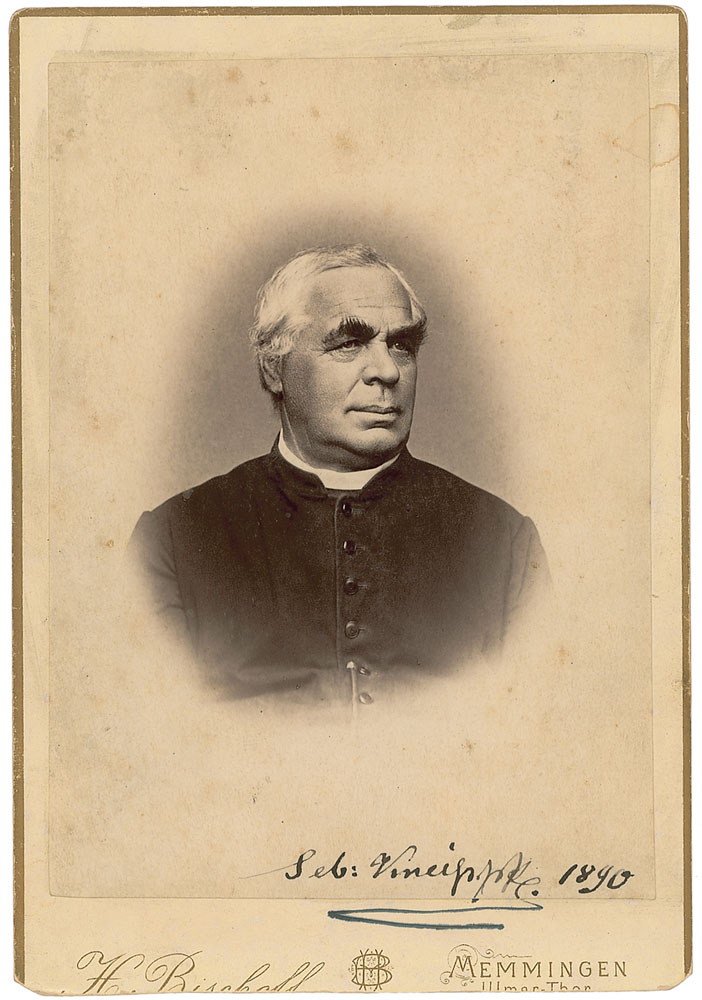
セバスチャン・クナイプ

セバスチャン・クナイプ（Sebastian Kneipp、1821年5月17日 - 1897年6月17日）は、ドイツバイエルン州の司祭であり、自然療法医学運動の先駆者の1人である。
一般的に彼は「クナイプ式水浴法」(「Kneippism」）の体系化を行う。これは温度と圧力を通る水の応用による様々な方法で、ハイドロセラピーとして治療や癒しの効果があると主張した。バート・ヴェリスホーフェン にそのための病院をいくつか建設している。
一般的には自然療法は1つの領域に限られているが、クナイプは5つの主要な信条に基づいた治癒システム全体の提案者。
- 水治治療
- 植物療法
- 運動
- 栄養
- バランス

### バックグラウンド

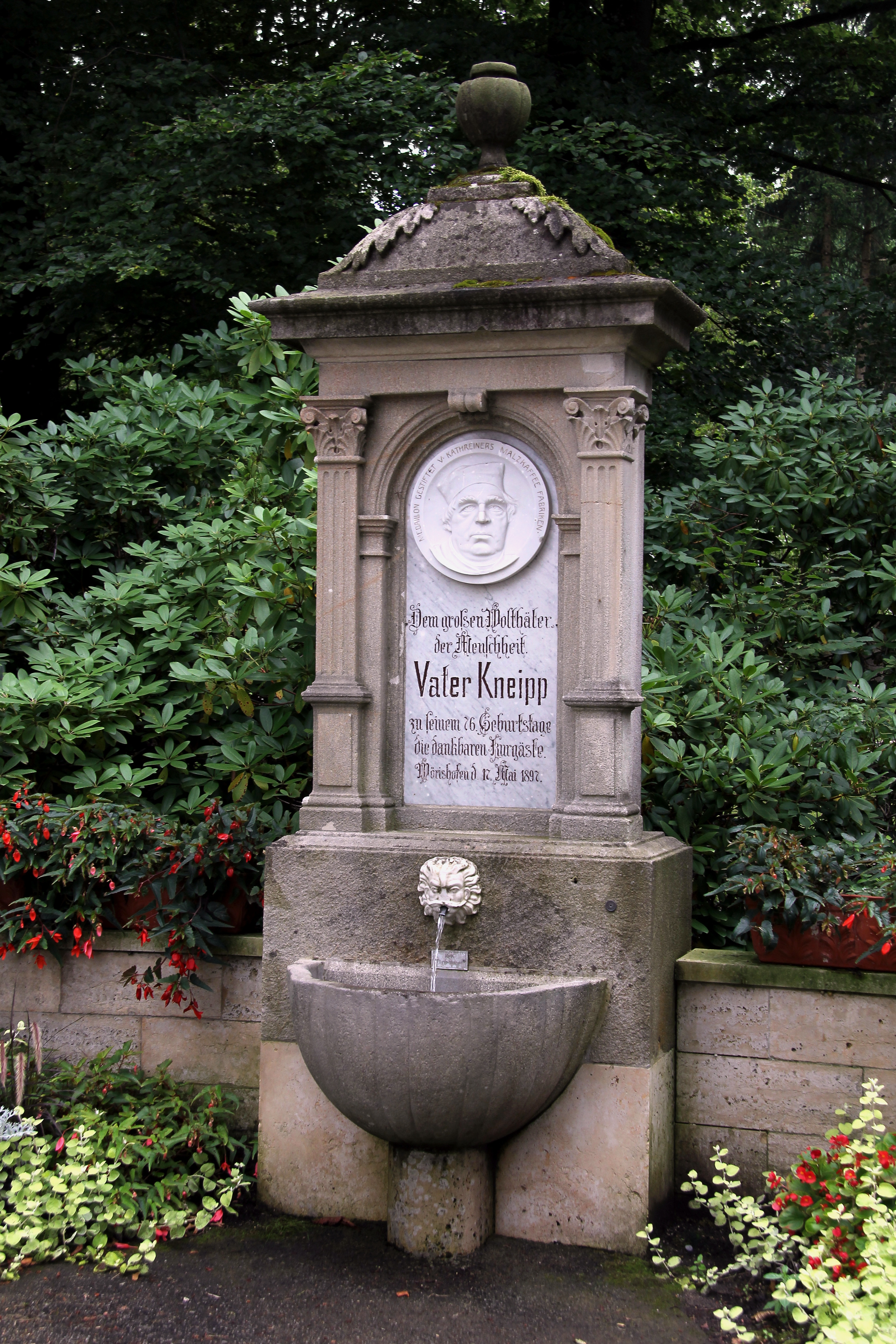
セバスチャンクナイプ牧師の76歳の誕生日に捧げられたバートヴェリスホーフェンのスパガーデンの噴水